# Nemopistha imperatrix
Nemopistha imperatrix is een insect uit de familie van de Nemopteridae, die tot de orde netvleugeligen (Neuroptera) behoort. 
Nemopistha imperatrix is voor het eerst wetenschappelijk beschreven door Westwood in 1867.